# Santiago Torrigiani
Pour les articles homonymes, voir Torrigiani.
 (octobre 2022).
Santiago Torrigiani né le 5 octobre 1998, est un joueur argentin de hockey sur gazon. Il évolue à Banco Provincia et avec l'équipe nationale argentine.

## Carrière
- Il fait partie de l'équipe nationale première en mars 2022 pour concourir à la Ligue professionnelle 2021-2022[1].